# Wildwasserrennsport-Weltmeisterschaften 1983
1983 fanden die Weltmeisterschaften im Kanu-Wildwasserrennsport im Südtiroler Meran auf der Passer statt.

## Ergebnisse

### Nationenwertung
| Platz  | Land                   | Gold | Silber | Bronze | Gesamt |
| ------ | ---------------------- | ---- | ------ | ------ | ------ |
| 1      | Frankreich             | 4    | 2      | 1      | 7      |
| 2      | BR Deutschland         | 3    | 4      | 4      | 11     |
| 3      | Italien                | 1    | –      | 1      | 2      |
| 4      | Jugoslawien            | –    | 1      | 1      | 2      |
| 5      | Österreich             | –    | 1      | –      | 1      |
| 6      | Vereinigtes Königreich | –    | –      | 1      | 1      |
| Gesamt | Gesamt                 | 8    | 8      | 8      | 24     |